# Sant’Aspreno ai Crociferi (Nápoly)
A Sant’Aspreno ai Crociferi egy nápolyi templom. 1633-ban építették, majd egy földrengés után 1760-ban Luca Vecchione újjáépítette. Alaprajza latin kereszthez hasonló, egyhajós, több oldalkápolnával. A homlokzat és a templombelső gazdagon díszített, rokokó vonásokkal.

## További információ
- A Wikimédia Commons tartalmaz Sant’Aspreno ai Crociferi témájú kategóriát.